# Lycée Hoche
El Lycée Hoche es un establecimiento público francés de educación secundaria y superior, ubicado en 73, avenue de Saint-Cloud en el distrito de Notre-Dame de Versalles, en Yvelines. Escuela secundaria napoleónica creada en 1803, fue nombrada Lycée Hoche en 1888 en homenaje a Lazare Hoche, un general francés nacido en Versalles. La capilla está catalogada como monumento histórico desde 1926, el resto de los edificios del convento están catalogados como monumento histórico desde 1969. El director actual es Guy Seguin.
Es reconocida por sus excelentes resultados en el bachillerato y los exámenes de ingreso a las Grandes Ecoles, más particularmente científicas (Ecole Normale Supérieure, Polytechnique, Mines de Paris, CentraleSupélec, École des Ponts) y comerciales (HEC Paris).

## Exalumnos célebres
- Jérôme Bonnafont, un diplomático francés, director del departamento de África y Oriente Medio del Ministerio de asuntos exteriores de Francia
- Henri Cartan, un matemático y profesor francés
- Jean-Cyril Spinetta, un ejecutivo francés que es actualmente el presidente y consejero delegado de la aerolínea Air France y el conglomerado empresarial Air France-KLM
- Francisco I. Madero, político mexicano, precursor de la revolución mexicana en contra del mandato de Porfirio Diaz.